# Alberto Gallardo
Félix Alberto Gallardo Mendoza (* 28. November 1940 in Lima; † 19. Januar 2001 ebenda) war ein peruanischer Fußballspieler und späterer -trainer. Auf Vereinsebene unter anderem für Sporting Cristal, den AC Mailand und die US Cagliari aktiv, nahm er mit der Nationalmannschaft seines Heimatlandes auch an der Fußball-Weltmeisterschaft 1970 in Mexiko teil.

## Karriere

### Vereinskarriere
Alberto Gallardo wurde am 28. November 1940 in der peruanischen Hauptstadt Lima geboren. Bei dem Verein Mariscal Sucre lernte er das Fußballspielen und wechselte von dort aus zur Saison 1959 zu Sporting Cristal. Mit diesem Verein erlebte Alberto Gallardo seine mit Abstand erfolgreichste Zeit als Fußballspieler und gewann insgesamt vier Meisterschaften. Den ersten Titelgewinn mit Sporting Cristal konnte der Angreifer in der Saison 1961 feiern, als man in der Primera División das Entscheidungsspiel um den Titel mit 2:0 gegen Alianza Lima. Alberto Gallardo wurde mit achtzehn Toren in diesem Jahr Torschützenkönig der höchsten peruanischen Fußballliga. Das Gleiche gelang ihm im Jahr darauf erneut. Allerdings konnte Sporting Cristal 1962 nicht die Meisterschaft erringen, man musste sich mit zwei Punkten gegenüber Alianza Lima geschlagen geben. In einer ersten Phase spielte Alberto Gallardo insgesamt von 1959 bis zur Hälfte der Saison 1963 für Sporting Cristal und machte in dieser Zeit 72 Ligaspiele mit 56 Torerfolgen.
Im Sommer 1963 wechselte Alberto Gallardo nach Europa zum AC Mailand in die italienische Serie A. Bei Milan spielte er ein Jahr lang in fünfzehn Ligaspielen und verhalf der Mannschaft damit zu Platz drei in der Serie A 1963/64. Gallardo erzielte zwei Saisontore. Danach schloss er sich dem aufstrebenden Erstligaaufsteiger US Cagliari an, wo er die folgenden zwei Spielzeiten verbrachte. Unter Trainer Arturo Silvestri etablierte sich der sardische Verein in der ersten italienischen Liga und der Peruaner Gallardo machte für Cagliari vierzig Ligaspiele mit sechs Treffern. Nachdem in der Premierensaison der siebte Tabellenplatz belegt wurde, rangierte man ein Jahr später auf Tabellenrang elf. Weitere vier Jahre später wurde die US Cagliari zum ersten und bis heute einzigen Mal italienischer Fußballmeister.
Alberto Gallardo kehrte 1966 nach Südamerika zurück und spielte ein Jahr für den brasilianischen Klub Palmeiras São Paulo, mit dem er 1966 die Staatsmeisterschaft von São Paulo und 1967 die Taça Brasil, als Vorgänger der brasilianischen Fußballmeisterschaft zu betrachten, gewann. Zur Saison 1968 wechselte Gallardo wieder zurück zu Sporting Cristal, wo er in der Folge den Rest seiner Laufbahn verbrachte. Mit seinem schon vorher langjährigen Klub wurde er noch drei weitere Male peruanischer Meister. Die Saison 1968 entschied man durch einen 2:1-Sieg im Entscheidungsspiel gegen Juan Aurich für sich, nachdem beide Mannschaften in der regulären Tabelle punktgleich gewesen waren. Nachdem im Jahr darauf Universitario de Deportes Meister wurde, gelang für Sporting Cristal und Alberto Gallardo der nächste Titelgewinn in der Saison 1970. Die Meisterschaftsrunde beendete an auf dem ersten Platz knapp vor dem Titelverteidiger. Seinen vierten Titel mit Sporting Cristal holte Gallardo 1972 unter dem deutschen Trainer Rudi Gutendorf. Erneut setzte man sich in der Finalrunde mit einem Punkt vor Universitario de Deportes durch. Dennoch ging diese erfolgreiche Phase von Sporting Cristal dem Ende entgegen. Die brauereieigene Mannschaft war gealtert und hatte ihren Zenit bereits überschritten, bis 1979 gelang kein weiterer Titelgewinn. Alberto Gallardo beendete seine fußballerische Laufbahn 1975 im Alter von 35 Jahren.

### Nationalmannschaft
Zwischen 1962 und 1970 brachte es Alberto Gallardo auf insgesamt 37 Länderspiele für die peruanische Nationalmannschaft. Nachdem sich Peru 1970 zum ersten Mal seit 40 Jahren wieder für eine Weltmeisterschaft qualifiziert hatte, stand Alberto Gallardo bei dem Turnier auch im Aufgebot seines Heimatlandes. Unter dem brasilianischen Trainer Didi spielte die peruanische Auswahl in Mexiko gut mit und überstand die Vorrunde als Gruppenzweiter hinter der Bundesrepublik Deutschland, aber vor Bulgarien und Marokko. Alberto Gallardo steuerte zum erfolgreichen Abschneiden in der Vorrunde einen Treffer bei. Beim 3:2-Sieg gegen die Bulgaren traf er zum zwischenzeitlichen 1:2-Anschluss, in dessen Folge Peru das Spiel noch drehen konnte. Generell wurde Alberto Gallardo in allen Turnierspielen seiner Mannschaft eingesetzt, ein zweiter Treffer gelang ihm im Viertelfinale gegen den späteren Weltmeister Brasilien. In einem überraschend ausgeglichenen Spiel unterlag Peru zwar mit 2:4 gegen den hohen Favoriten, konnte aber lange Zeit gut mithalten. Nach der Weltmeisterschaft 1970 beendete Alberto Gallardo 29-jährig seine Nationalmannschaftskarriere.
Er nahm außerdem mit der peruanischen Auswahl an den Olympischen Spielen 1960 in Rom teil, scheiterte dort aber mit seiner Mannschaft in der Gruppenphase.

## Nach der aktiven Karriere
Später wurde er Fußballtrainer und trainierte in zahlreichen Amtszeiten Sporting Cristal, allerdings nie von langfristigem Erfolg gekrönt. Auch Coronel Bolognesi gehörte zu den von Gallardo trainierten Teams.
Alberto Gallardo starb am 19. Januar 2001 im Alter von 60 Jahren in einer Limaer Klinik nach Komplikationen in Folge einer Appendizitis. Er wurde auf einem Friedhof im Stadtbezirk La Molina beigesetzt. Im Jahre 2012 wurde das vorherige Estadio San Martín de Porres zu Ehren Gallardos in Estadio Alberto Gallardo umbenannt. Die Sportstätte bietet Platz für 18.000 Zuschauer und dient Gallardos langjährigem Verein Sporting Cristal als Austragungsort für Heimspiele.

## Erfolge
Sporting Cristal
- Peruanische Meisterschaft 4×: 1961, 1968, 1970, 1972

Palmeiras
- Torneio Roberto Gomes Pedrosa 1×: 1967
- Staatsmeisterschaft von São Paulo 1×: 1966

- Torschützenkönig der peruanischen Primera División 2×: 1961, 1962 mit Sporting Cristal